# Alice et les Chats persans
Ne doit pas être confondu avec Les Chats persans.
Alice et les Chats persans (titre original : The Clue of the Tapping Heels, littéralement : L’Énigme des talons qui claquent) est le seizième roman de la série américaine Alice (Nancy Drew en VO) écrit par Caroline Quine, nom de plume collectif de plusieurs auteurs. L'auteur de ce roman est Mildred Wirt Benson. 
Aux États-Unis, le roman est publié pour la première fois en 1939 par Grosset & Dunlap (New York). En France, il paraît pour la première fois en 1966 dans une version abrégée publiée par Hachette Jeunesse dans la collection « Idéal-Bibliothèque » sous le no 306.  
Contrairement à ce qu'indique le titre, les chats persans ne sont, dans le récit, qu'un élément très secondaire du roman.

## Résumé
Remarque : le résumé est basé sur les éditions cartonnées non abrégées parues de 1966 à 1983 en langue française.

### Mise en place de l'intrigue
Lors d'une promenade en voiture, Alice et ses fidèles amies Bess et Marion manquent d'écraser un magnifique chaton persan sur la route. Alice ramène l'animal chez elle. Le lendemain, un article dans un journal lui apprend qu'une Mlle Arnold offre une récompense à qui rapportera le chat perdu. Alice se rend chez la dame en question, une femme célibataire et pauvre qui possède vingt-cinq chats. Ses voisins s’accommodent mal du vagabondage des nombreux petits félins de leur voisine. L'un d'eux, Fred Bowman, va même jusqu'à accuser Mlle Arnold d'être la cause du récent décès du petit Jack Lory, un garçon qu'elle avait envoyé en pension à ses frais. La jeune détective ne prête pas foi à ces accusations car l'aimable Mlle Arnold vit dans le dénuement depuis qu'elle avait donné tout son argent à sa nièce, Diana Lipp, une comédienne de théâtre égoïste et dépensière vivant à New York.

### Enquête et aventures
Les soupçons de la jeunes détective se portent rapidement sur Fred Bowman, mais celui-ci quitte précipitamment la ville avec sa femme. Alice inspecte la maison abandonnée par le couple et découvre dans une boîte deux chats persans mourant de faim, appartenant à Mlle Arnold. 
L'enquête d'Alice l'amène à soupçonner l'organisation, par les époux Bowman, d'une fraude à l'héritage. L'action conduit Alice, Marion et Bess jusqu'à New York où elles retrouvent les époux Bowman. Ceux-ci vont prochainement quitter les États-Unis pour l'Amérique du sud à bord d'un paquebot. Alice est faite prisonnière par les bandits et retenue à fond de cale ; ligotée et bâillonnée, elle parvient à lancer un S.O.S. en morse en tapant au sol avec les talons de ses chaussures. Elle est délivrée in extremis par ses amies quelques minutes avant le départ du navire. Les époux Bowman sont arrêtés, ainsi que leurs complices.

### Dénouement et révélations finales
Diana Lipp, la nièce de Mlle Arnold, est informée de la situation financière critique de sa tante ; elle lui exprime ses regrets pour sa conduite irréfléchie. Horace Saint-Marc rachète les droits de son amie Mlle Arnold sur une pièce de théâtre qui l’avait jadis rendue célèbre, et envisage de recréer la pièce à New York et de donner le rôle principal à Diana.

## Personnages

### Personnages récurrents
- Alice Roy : dix-huit ans, détective amateur, orpheline de mère, fille de James Roy.
- James Roy : veuf, avoué[3]] de renom, père d'Alice Roy.
- Bess Taylor : jeune fille blonde et rondelette, une des meilleures amies d'Alice.
- Marion Webb : jeune fille brune et sportive, cousine germaine de Bess Taylor et une des meilleures amies d'Alice.
- Ned Nickerson : jeune homme brun et athlétique, ami et chevalier servant d'Alice, étudiant à l'université d'Emerson.
- Sarah : la fidèle vieille gouvernante des Roy, qui a élevé Alice à la mort de sa mère.
- Cécile Roy : sœur de James Roy, tante d'Alice.

### Personnages spécifiques à ce roman
- Mlle Arnold (Miss Carter en VO) : une dame qui possède de nombreux chats, ancienne actrice de théâtre.
- Fred Bowman (Fred Bunce en VO) : voisin de Mlle Arnold et malfaiteur.
- Mme Bowman : son épouse.
- Penello : malfaiteur.
- Omar « l'Égyptien » : malfaiteur.
- Horace Saint-Marc (Horace St. Will en VO) : comédien et ami de Mlle Arnold.
- Diana Lipp (Beverly Barrett en VO) : nièce de Mlle Arnold, actrice de théâtre.
- Jack Lory (Gus Woonton en VO) : un jeune garçon.

## Éditions françaises
Note : Toutes les éditions ont paru aux éditions Hachette Jeunesse.
- 1966 : Alice et les Chats persans — coll. « Idéal-Bibliothèque » no 306, cartonné, texte original. Illustré par Albert Chazelle. Texte français de Hélène Commin. 25 chapitres. 186 p.
- 1974 : Alice et les Chats persans — coll. « Bibliothèque verte », cartonné, texte original. Nouvelles illustrations d'Albert Chazelle. 25 chapitres. 188 p.
- 1983 : Alice et les Chats persans — coll. « Bibliothèque verte », (série hachurée)[4], cartonné, texte original. Couverture de Joseph Sheldon, illustrations intérieures d'Albert Chazelle. Texte français d'Anne Joba. 25 chapitres. 188 p.
- 1985 : Alice et les Chats persans — coll. « Bibliothèque verte », cartonné (série hachurée)[4], texte original. Illustré par Philippe Daure.
- 1988 : Alice et les Chats persans — coll. « Bibliothèque verte » no 450, format poche souple, texte original. Illustré par Philippe Daure.
- 2003 : Alice et les Chats persans — coll. « Bibliothèque verte » mi-souple[5] no 450, souple, texte original. Illustré par Philippe Daure.